# Moradillo de Roa
Moradillo de Roa – gmina w Hiszpanii, w prowincji Burgos, w Kastylii i León, o powierzchni 13,81 km². W 2011 roku gmina liczyła 199 mieszkańców.